# Résolution 1861 du Conseil de sécurité des Nations unies
Membres permanents
- Chine
- États-Unis
- France
- Royaume-Uni
- Russie

Membres non permanents
- Autriche
- Burkina Faso
- Costa Rica
- Croatie
- Japon
- Libye
- Mexique
- Turquie
- Ouganda
- Viet Nam

Résolution no 1860 Résolution no 1862
La Résolution 1861 du Conseil de sécurité de l'ONU vise à mettre un terme aux violence et à l'insécurité aux confins des territoires des républiques du Tchad et du Centrafrique.

## Contexte
La Mission des Nations unies en République centrafricaine et au Tchad (MINURCAT) a été créée le 25 septembre 2007 par la résolution 1778 du Conseil de sécurité des Nations unies en vue de contribuer à la protection des civils, la promotion des droits de l’homme et de l’état de droit ainsi qu’à la promotion de la paix régionale.

## Résolution du Conseil de Sécurité
En 14 janvier 2009, le Conseil de sécurité des Nations unies a prorogé aujourd'hui le mandat de la Mission des Nations unies en République centrafricaine et au Tchad (MINURCAT), pour expirer le 15 mars 2009, jusqu'au 15 mars 2010, en lui donnant en même temps une composante militaire de suivi de l'Union européenne. force déployée dans la région.
le Conseil a décidé que la MINURCAT comprendrait un maximum de 300 policiers, 25 officiers de liaison militaire, 5 200 militaires et un nombre approprié de personnel civil pour s'acquitter de ses anciennes tâches.
La présence multidimensionnelle visait à contribuer à créer les conditions de sécurité propices à un retour volontaire, sûr et durable des réfugiés et des personnes déplacées, notamment par la protection de ces réfugiés, personnes déplacées et civils en danger. Il visait également à aider à suivre la situation des droits de l'homme dans la région et à travailler avec les gouvernements et la société civile du Tchad et de la République centrafricaine pour promouvoir les normes relatives aux droits de l'homme et mettre fin au recrutement et à l'utilisation d'enfants soldats. Une force militaire dirigée par l'Union européenne, l'EUFOR, a été autorisée à prendre «toutes les mesures nécessaires» pour protéger les civils en danger, faciliter l'acheminement de l'aide humanitaire et contribuer à assurer au personnel des Nations unies protection et liberté de mouvement.